# كين باريش
كين باريش (بالإنجليزية: Ken Parrish)‏ هو لاعب كرة قدم أمريكية أمريكي، ولد في 22 يونيو 1984.

## وصلات خارجية
- كين باريش على موقع مرجع كرة القدم المحترفة.كوم (الإنجليزية)